# Ignacy Kosiński
Ignacy Kosiński (ur. 28 lipca 1874 w Jaśle, zm. prawd. 1940) – polski chemik rolny, fizjolog roślin.

## Życiorys
Syn Tomasza Karola i Antoniny. W Krakowie ukończył gimnazjum, w 1894 Wyższą Szkołę Techniczno-Przemysłową uzyskując tytuł chemika technologa, w 1898 Wyższą Szkołą Rolniczą. Następnie kształcił się w Jenie i Lipsku. Uzyskał tytuł naukowy doktora. Po 1901 był pracownikiem naukowym. Założył Towarzystwo Popierania Polskiej Nauki Rolnictwa. Pracował w Centralnym Towarzystwie Rolniczym.
Po odzyskaniu przez Polskę niepodległości był inicjatorem powstania Związku Rolniczych Zakładów Doświadczalnych. Od 1929 do 1933 był szefem Wydziału Rolniczego Państwowego Instytutu Gospodarstwa Wiejskiego w Puławach.
2 maja 1923 został odznaczony Krzyżem Komandorskim Orderu Odrodzenia Polski „w uznaniu zasług, położonych dla Rzeczypospolitej Polskiej w dziedzinie rozwoju rolnictwa”.
Po wybuchu II wojny światowej został aresztowany przez Niemców w 1939. Poniósł śmierć prawdopodobnie w 1940.